# Vlag van Zulia

Vlag van Zulia

De vlag van Zulia toont een gele zon achter een witte bliksemflits, op een blauw-zwarte achtergrond. De vlag is ontworpen door José Antonio Urdaneta en in gebruik sinds 23 januari 1991. Voorheen had de deelstaat geen eigen vlag.
De blauwe kleur in de vlag symboliseert de wateren in en om Zulia: de Caraïbische Zee, het Meer van Maracaibo, de Golf van Venezuela en de rivieren. Het zwart staat voor de olierijkdom van de deelstaat die belangrijk is voor de nationale economie. De zon symboliseert warmte, gastvrijheid, landbouw en mijnbouw. De bliksemflits staat voor "de creatie van cultuur, kunst en intellect"; diens uiteinden staan voor de districten van Zulia.